# 함열 조씨
함열 조씨(咸悅趙氏)는 전북특별자치도 익산시 함열읍을 본관으로 하는 한국의 성씨이다. 시조는 조선에서 관료로 지낸 조옥곤(趙玉崑)이다.

## 참고 자료
- 박노석. “함열조씨”. 디지털익산문화대전.